# Park zamknięty

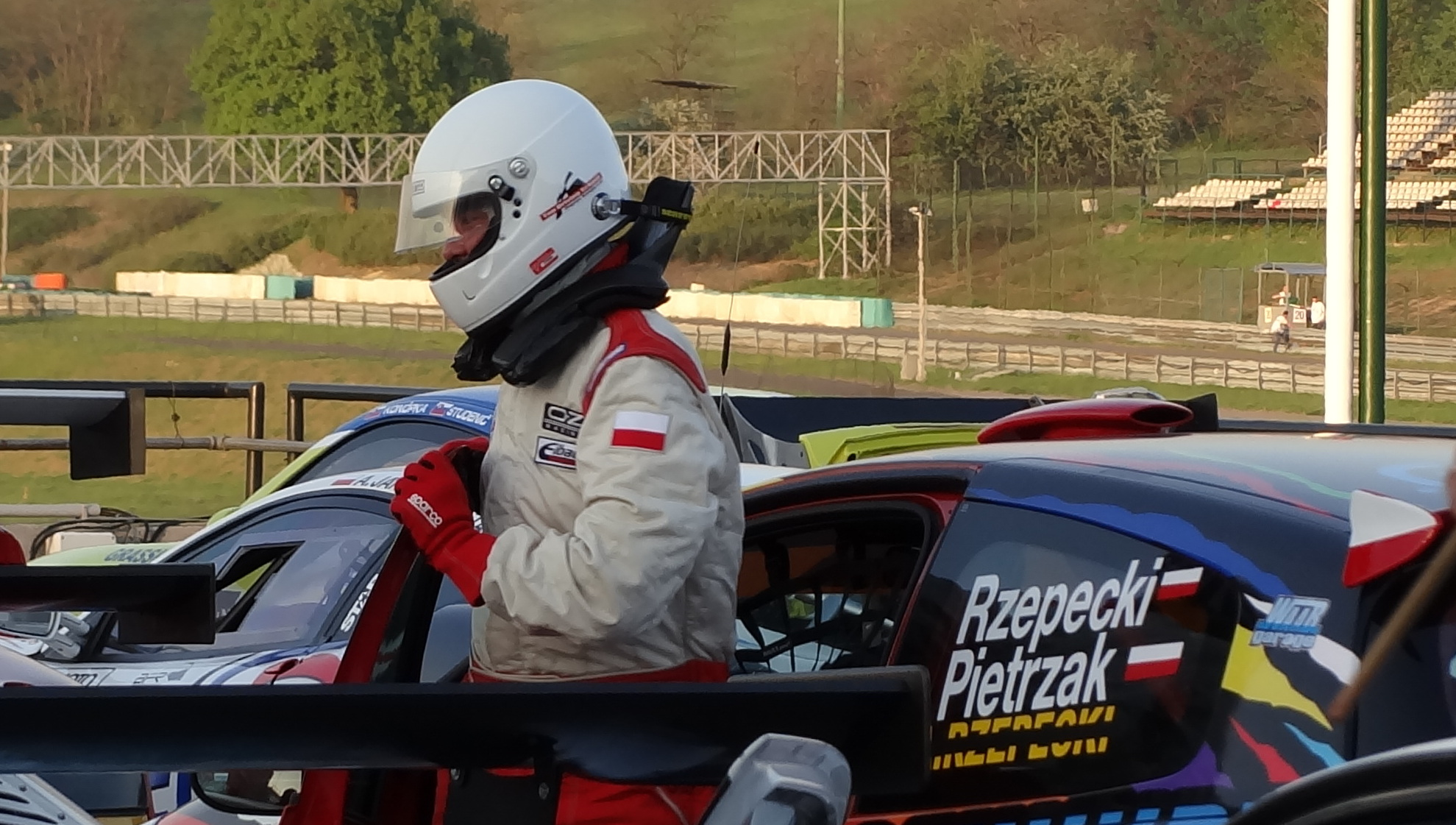
Park zamknięty po wyścigu Wyścigowych Samochodowych Mistrzostw Polski na torze Hungaroring (2012)

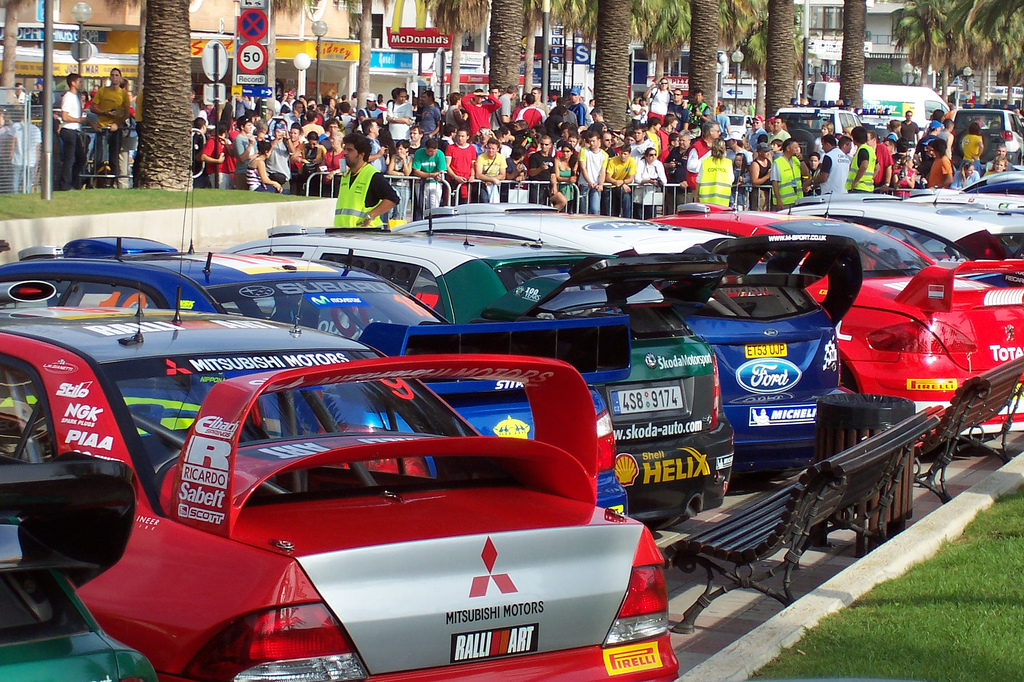
Park zamknięty na Rajdzie Hiszpanii (2005)

Park zamknięty, parking zamknięty (fr. Parc fermé) – w wyścigach i rajdach samochodowych, wydzielone miejsce w okolicach alei serwisowowej lub strefy, do którego po treningu kwalifikacyjnym oraz po zakończeniu każdego wyścigu odstawiane są samochody, które pozostają tam pod nadzorem sędziów bez dostępu osób trzecich.
Park zamknięty rozwiązywany jest przez Zespół Sędziowski nie wcześniej niż po upływie 30 minut od zakończenia biegu. W tym czasie mogą być zgłaszane protesty, w szczególności co do niezgodności technicznej pojazdów konkurentów z regulaminami technicznymi danej serii wyścigowej. W przypadku formalnego uznania prawidłowości złożenia protestu i jego opłacenia, ZSS (Zespół Sędziów Sportowych) nakazuje rozbiórkę oprotestowanego układu samochodu lub całego auta. Obowiązek rozbiórki ciąży na zawodniku który został oprotestowany. Rozbiórka odbywa się pod nadzorem sędziów i delegatów technicznych.
W przypadku stwierdzenia nieprawidłowości ZSS nakłada na zawodnika karę do dyskwalifikacji włącznie. W przypadku stwierdzenia zgodności elementów samochodu z regulaminami technicznymi zawodnik otrzymuje „rekompensatę” finansową pochodzącą z opłaty uiszczonej przez zawodnika, który złożył nieuzasadniony protest.